# Aeroportul Layang-Layang
Aeroportul Layang-Layang (IATA: LAC) este un aeroport din Pulau Layang-Layang⁠(d), Malaysia.
Situat la o altitudine de 3 m, aeroportul dispune de o singură pistă. Este operat de Kementerian Pertahanan Malaysia⁠(d).